# Caxias
För andra betydelser, se Caxias (olika betydelser).
Caxias är en stad och kommun i nordöstra Brasilien och ligger i delstaten Maranhão. Den är delstatens fjärde största stad och är belägen vid floden Itapecuru. Kommunens folkmängd uppgår till cirka 160 000 invånare. 
Den ligger i den östra delen av delstaten, i regionen Cocais. Den är centrum för regionen Timbiras och administrativt säte för storstadsregionen Leste Maranhense. Det är den femte mest befolkade staden i delstaten, med en befolkning på 156 970 invånare, enligt uppgifter från IBGE från 2022. Dess yta är 5 201,927 kvadratkilometer (2022/IBGE).

## Befolkningsutveckling
| Område     | Areal (km²)   | Invånarantal 1 augusti 2000 | Invånarantal 1 augusti 2010 | Invånarantal 1 juli 2014 |
| ---------- | ------------- | --------------------------- | --------------------------- | ------------------------ |
| Kommun     | 5 150,67      | 139 756                     | 155 129                     | 160 291                  |
| Centralort | Ingen uppgift | 103 485                     | 118 534                     | Ingen uppgift            |